# Erwin Maldonado
Erwin Maldonado (ur. 25 lipca 1983 w San Cristóbal, Wenezuela) – wenezuelski pływak długodystansowy. Brał udział w Igrzyskach Olimpijskich w 2008 oraz 2012.

## Występy
| Impreza         | Konkurencja           | Miejsce |
| --------------- | --------------------- | ------- |
| IO 2008, Pekin  | Otwarty akwen - 10 km | 10.     |
| IO 2012, Londyn | Otwarty akwen - 10 km | 13.     |